# Безкраки земноводни
Безкраките земноводни (Gymnophiona или Apoda) са разред хордови земноводни животни, които наподобяват на външен вид червеите и змиите. Те живеят предимно под земята и се срещат главно във влажните тропични райони, поради което не са широко известни и представляват най-слабо изследваният разред земноводни. Удълженото им тяло е покрито с люспи, а очите са закръглени. Срещат се най-вече в тропиците на Южна и Централна Америка, Африка и Южна Азия.
Малко се знае за еволюционната история на безкраките земноводни, които са оставили много оскъдни записи на изкопаемите. Първата вкаменелост (прешлен) датира от палеоцена, и е открита едва през 1972 г. Други прешлени, които имат особености, характерни за съвременните видове, по-късно са открити в седименти от палеоцена и късна креда.

## Описание
При безкраките земноводни напълно липсват крайници, поради което по-малките видове с размери около 6,5 см, приличат на червеи, докато по-големите, с дължина до 1,5 м приличат на змии. Опашките им са къси или липсват, а клоаките им са близо до краищата на телата им.
Кожата им е гладка и обикновено тъмна, но някои видове имат цветни кожи. Вътре в кожата са разположени калцитни люспи, както и множество пръстеновидни гънки, които частично обгръщат тялото, придавайки му сегментиран вид. Гънките достигат до 400 на брой, но те не съответстват на броя на гръбначните прешлени (до 300). Подобно на някои други живи земноводни, кожата съдържа жлези, които обилно отделят слуз (при някои видове отровна) за възпиране на хищниците.
Очите на повечето видове са слабо развити или напълно закърнели. Зрението им се ограничава до различаване на тъмно и светло. Тяхната анатомия е силно адаптирана за подземен ровещ начин на живот. Те имат силен череп, със заострена муцуна, използвана за прокарване на пътя през почва или кал. При повечето видове костите в черепа са намалени на брой и слети заедно, а устата е разположена в долната част на главата. Всички видове притежават чифт пипала, разположени между очите и ноздрите, използвани вероятно, като втора обонятелна способност, в допълнение към нормалното обоняние, базирано в носа. Придвижват се чрез змиевидни движения, за което спомага и увеличеният брой гръбначни прешлени. Техните мускули са пригодени да прокарват пътя си през земята, като скелетът и мускулите им действат като бутало. Това позволява на животното да закотви задния си край, да придвижи главата напред и след това да издърпа остатъка от тялото нагоре. Във вода или кал те могат да плуват по начин наподобяващ змиорка.
Безкраките земноводни от семейство Typhlonectidae са водни и най-големите по рода си. Представителите на това семейство имат месеста перка, намираща се в задната част на телата им, което подпомага придвижването във вода.
С изключение на само един вид Atretochoana eiselti, всички видове притежават бели дробове, но също така използват кожата и устата си за абсорбция на кислород. Често левият бял дроб е много по-малък от десния.

## Разпространение и местообитание
Безкраките земноводни са разпространени във влажните и тропически райони на Югоизточна Азия, Индия, Бангладеш, Непал, Шри Ланка, части от Източна и Западна Африка, островите на Сейшелите в Индийския океан, Централна, Северна и източните части на Южна Америка. В Южна Америка те се срещат от източна Бразилия до северна Аржентина. Те могат да се видят и на юг в Буенос Айрес. В Америка се срещат на север до южно Мексико. Най на север е разпространен вида Ichthyophis sikkimensis в северна Индия, но видът се среща още в Южен Китай и Северен Виетнам. В Югоизточна Азия те се срещат далеч на изток в Ява, Борнео и южните Филипини, но те не са преминали линията на Уолъс и не присъстват в Австралия и близките острови.
Някои видове обитават рохкавата и влажна почва край водоемите, а други се заселват в термитници, мравуняци или гниещи дървета в гората, хранейки се с обитателите им.

## Хранене
Доколкото е известно, диетата на безкраките земноводни се състои предимно от малки подземни същества, като насекоми и други безгръбначни животни, намиращи се в местообитанието на съответните видове, като земни червеи.

## Размножаване
Представителите на този разред са единствените земноводни, които използват изключително вътрешно оплождане. Мъжките видове имат дълъг тръбообразен интромитен орган – фалодеум, който се вкарва в клоаката на женската за период от два до три часа.
Около 75% от видовете са живородни, като плодът се храни вътре в женската с клетки, облицоващи яйцепровода. Останалите 25% снасят яйца (5 – 30) в дупки по брега или във влажната почва, след което се пазят от женската, увивайки се около тях. Ларвите не са напълно пригодени за вода, но прекарват деня в почвата в близост до водата. Някои от тях, като тези от род Typhlonectes, се раждат с огромни външни хриле, които се хвърлят почти веднага.

## Класификация
Безкраките земноводни са най-малобройната група сред земноводните. Te са разделени на 201 живи и 2 изчезнали вида в 10 съвременни семейства:
Разред Безкраки земноводни
- Род †Eocaecilia Jenkins & Walsh, 1993 – 1 вид
- Род †Rubricacaecilia Evans and Sigogneau-Russell, 2001 – 1 вид
- Семейство Цецилиеви (Caeciliidae) Rafinesque, 1814
  - Род Същински цецилии (Caecilia) Linnaeus, 1758 – 33 вида
  - Род Тесни цецилии (Oscaecilia) Taylor, 1968 – 9 вида
- Семейство Chikilidae Kamei, San Mauro et al, 2012[12][13][14]
  - Род Chikila Kamei, San Mauro et al, 2012 – 4 вида
- Семейство Големи цецилии (Dermophiidae) Laurent, 1984
  - Род Големи цецилии (Dermophis) Peters, 1880 – 7 вида
  - Род Тигрови цецилии (Geotrypetes) Peters, 1880 – 3 вида
  - Род Централноамерикански цецилии (Gymnopis) Peters, 1874 – 2 вида
  - Род Гладки цецилии (Schistometopum) Parker, 1941 – 2 вида
- Семейство Herpelidae Laurent, 1984
  - Род Синкави цецилии (Boulengerula) Tornier, 1896 – 7 вида
  - Род Западноафрикански цецилии (Herpele) Peters, 1880 – 2 вида
- Семейство Ichthyophiidae Taylor, 1968
  - Род Caudacaecilia Taylor, 1968 – 5 вида
  - Род Ichthyophis Fitzinger, 1826 – 38 вида
  - Род Uraeotyphlus Peters, 1880 – 7 вида
- Семейство Indotyphlidae Lescure, Renous & Gasc, 1986
  - Род Индийски цецилии (Gegeneophis) Peters, 1880 – 10 вида
  - Род Сейшелски цецилии (Grandisonia) Taylor, 1968 – 3 вида
  - Род Земни цецилии (Hypogeophis) Peters, 1880 – 2 вида
  - Род Дребни цецилии (Idiocranium) Parker, 1936 – 1 вид
  - Род Бомбайски цецилии (Indotyphlus) Taylor, 1960 – 2 вида
  - Род Praslinia Boulenger, 1909 – 1 вид
  - Род Sylvacaecilia Wake, 1987 – 1 вид
- Семейство Опашати цецилии (Rhinatrematidae) Nussbaum, 1977
  - Род Ситнозъби цецилии (Epicrionops) Boulenger, 1883 – 8 вида
  - Род Многозъби цецилии (Rhinatrema) Duméril & Bibron, 1841 – 3 вида
- Семейство Африкански цецилии (Scolecomorphidae) Taylor, 1969
  - Род Късоглави цецилии (Crotaphatrema) Nussbaum, 1985 – 3 вида
  - Род Африкански цецилии (Scolecomorphus) Boulenger, 1883 – 3 вида
- Семейство Пръстенчати цецилии (Siphonopidae) Bonaparte, 1850
  - Род Слепи цецилии (Brasilotyphlus) Taylor, 1968 – 2 вида
  - Род Luetkenotyphlus Taylor, 1968 – 1 вид
  - Род Микроцецилии (Microcaecilia) Taylor, 1968 – 16 вида
  - Род Измамни цецилии (Mimosiphonops) Taylor, 1968 – 2 вида
  - Род Малки цецилии (Parvicaecilia) Taylor, 1968 – 2 вида
  - Род Пръстенчати цецилии (Siphonops) Wagler, 1828 – 5 вида
- Семейство Водни цецилии (Typhlonectidae) Taylor, 1968
  - Род Atretochoana Nussbaum & Wilkinson, 1995 – 1 вид
  - Род Chthonerpeton Peters, 1880 – 8 вида
  - Род Плаващи цецилии (Nectocaecilia) Taylor, 1968 – 1 вид
  - Род Potamotyphlus Taylor, 1968 – 1 вид
  - Род Водни цецилии (Typhlonectes) Peters, 1880 – 2 вида